# Érize-Saint-Dizier
 Érize-Saint-Dizier  es una población y comuna francesa, en la región de Lorena, departamento de Mosa, en el distrito de Bar-le-Duc y cantón de Vavincourt.

## Demografía
| 102 | 103 | 127 | 133 | 161 | 180 |
| Para los censos de 1962 a 1999 la población legal corresponde a la población sin duplicidades (Fuente: INSEE [Consultar]) |     |     |     |     |     |